# Кошелів
Ко́шелів — село у Львівському районі Львівської області. Відноситься до Куликівської селищної громади. У Кошелові збереглася дерев'яна церква Введення у Храм Пр. Богородиці 1750.

## Історія
У податковому реєстрі 1515 року в селі документується 2 лани (близько 50 га) оброблюваної землі, село у володінні Одновського.
Село належало до Жовківського повіту, 18 км на пд.-сх. від Жовкви, 5 км на пд.-сх. від Куликова. На захід лежить Малий Дорошів, на північ Нове Село, на схід Стронятин, на південь Ситихів (обидва останні села у Львівському повіті). Південна частина території села є болотистою, а її води пливуть з заходу на схід (потік Купелівка або Яза) до Полтви. Північна частина території знаходиться на підвищенні. Посередині території села знаходиться сільська забудова, на схід від неї церква. В 1880 році було 345 жителі в гміні, 23 на території двору, більшість греко-католицького віросповідання, за винятком кільканадцяти римо-католиків. Парафія римо-католицька була в Куликові, греко-католицька в Новому Селі. В селі була гмінна кредитна каса з капіталом 1263 злотих. В люстрації Руського воєводства з 1765 року можна прочитати: «Село Кошелів, яке перед тим до фільварку Підліського належало, має 11 четвертей ґрунту у власності. Церква місцева давньої фундації. Населення села: підданих ґрунтових, що на півдворищах сидять є 12, на цілому дворищі 1, на четвертій частині дворища 16, на загородах 2, халупник 1.»

## Населення

### Мова
Розподіл населення за рідною мовою за даними перепису 2001 року:
| Мова       | Кількість | Відсоток |
| ---------- | --------- | -------- |
| українська | 173       | 100%     |